# Kuršumlija
Kuršumlija (em cirílico: Куршумлија) é uma vila da Sérvia localizada no município de Kuršumlija, pertencente ao distrito de Toplica, na região de Toplica. A sua população era de 12866 habitantes segundo o censo de 2011.

## Demografia
| 1948 | 1953 | 1961 | 1971 | 1981  | 1991  | 2002  | 2011  |
| ---- | ---- | ---- | ---- | ----- | ----- | ----- | ----- |
| 2382 | 2649 | 3391 | 7185 | 10550 | 12525 | 13639 | 12866 |